# Шарль Жак Едуард Моррен

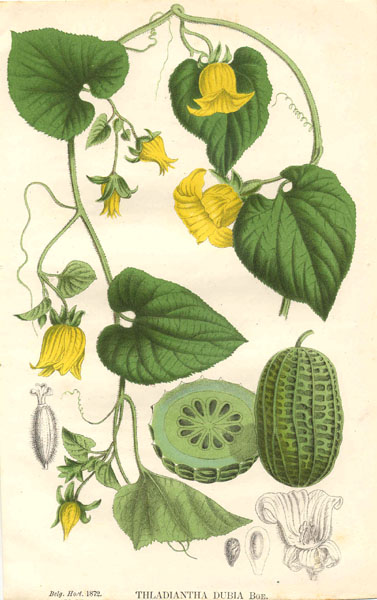
Thladiantha dubia. Ілюстрація з журналу La Belgique Horticole

Шарль Жак Едуард Моррен (фр. Charles Jacques Édouard Morren, 1833–1886) — бельгійський ботанік, професор ботаніки.

## Біографія
Шарль Жак Едуард Моррен народився 2 грудня 1833 року.
Шарль Жак Едуард був директором Ботанічного саду університету Льєжа. Шарль Жак Едуард Моррен був професором ботаніки. Він зробив значний внесок у ботаніку, описавши багато видів рослин.
Шарль Жак Едуард Моррен був сином Шарля Франсуа Антуана Моррена (1807–1858). Шарль Жак Едуард і його батько Шарль Франсуа Антуан випускали журнал La Belgique Horticole. В цілому було опубліковано 35 томів у період з 1851 до 1885 року.
Шарль Жак Едуард Моррен помер 28 лютого 1886 року. Безпосередньо перед смертю Моррен працював над монографією про бромелієві. Незакінчений рукопис та малюнки рослин були продані вдовою Моррен Королівським ботанічним садам в К'ю. Малюнки для монографії зробили великий вплив на стиль ботанічного ілюстратора Маргарет Мі.

## Наукова діяльність
Шарль Жак Едуард Моррен спеціалізувався на водоростях та на насіннєвих рослинах.

## Наукові роботи
- Dissertation sur les feuilles vertes et colorées envisagées spécialement au point de vue des rapports de la chlorophylle et de l'érythrophylle. Gand: Annoot-Braeckman, 1858.
- Charles Morren: sa vie et ses oeuvres. 2. Aufl., Gand: Annoot-Braeckman, 1860.
- Mémorandum des travaux de botanique et de physiologie végétale qui ont été publiés par l'Académie Royale des Sciences, des Lettres et des Beaux-arts de Belgique pendant le premier siècle de son existence (1772–1871). Brüssel: Hayez, 1872.
- Description de l'Institut Botanique de l'Université de Liége. Liége: Boverie, 1885.